# Петрушино (Собінський район)
Петрушино (рос. Петрушино) — присілок у Собінському районі Владимирської області Російської Федерації.
Входить до складу муніципального утворення Копнинське сільське поселення. Населення становить 32 особи (2010).

## Історія
Присілок розташований на землях фіно-угорського народу мещери.
Від 10 травня 1929 року належить до Собінського району, утвореного спочатку у складі Владимирського округу Івановської промислової області з частини Владимирського повіту Владимирської губернії. Від 1944 року в складі Владимирської області.
Згідно із законом від 6 травня 2005 року входить до складу муніципального утворення Копнинське сільське поселення.

## Населення
| 1859 | 1905 | 1926 | 2002 | 2010 |
| ---- | ---- | ---- | ---- | ---- |
| 307  | ↗340 | ↘294 | ↘30  | ↗32  |